# Phrynetoides regius
Phrynetoides regius là một loài bọ cánh cứng trong họ Cerambycidae.